# خرم‌آباد علیا (صالح‌آباد)
خرم‌آباد علیا روستایی از توابع بخش صالح آباد شهرستان تربت جام در استان خراسان رضوی است.
این روستا در دهستان جنت آباد قرار دارد و بر اساس سرشماری سال ۱۳۸۵ جمعیت آن (۲۲۲خانوار) ۱٬۰۹۸نفر 
بوده است.